# Jean-Baptiste Grange
Jean-Baptiste Grange (ur. 10 października 1984 w Saint-Jean-de-Maurienne) – francuski narciarz alpejski, trzykrotny medalista mistrzostw świata oraz zdobywca Małej Kryształowej Kuli Pucharu Świata w klasyfikacji slalomu.

## Kariera
Po raz pierwszy na arenie międzynarodowej Jean-Baptiste Grange pojawił się 24 listopada 1999 roku w Tignes, gdzie w zawodach FIS Race nie ukończył pierwszego przejazdu w slalomie. W 2003 roku wystartował na mistrzostwach świata juniorów w Briançonnais, gdzie jego najlepszym wynikiem było jedenaste miejsce w kombinacji. Na rozgrywanych rok później mistrzostwach świata juniorów w Maroborze zajął między innymi 24. miejsce w gigancie.
W zawodach Pucharu Świata zadebiutował 11 stycznia 2004 roku w Chamonix, gdzie nie ukończył pierwszego przejazdu w slalomie. Pierwsze pucharowe punkty wywalczył 11 grudnia 2005 roku w Val d’Isère, zajmując osiemnaste miejsce w superkombinacji. Blisko dwa lata później, 29 listopada 2007 roku w Beaver Creek, pierwszy raz stanął na podium zawodów tego cyklu, zajmując drugie miejsce w superkombinacji. W zawodach tych wyprzedził go tylko Szwajcar Daniel Albrecht, a trzecie miejsce zajął Czech Ondřej Bank. W kolejnych startach wielokrotnie stawał na podium zawodów pucharowych, odnosząc dziewięć zwycięstw: 11 stycznia 2008 roku w Wengen był najlepszy w superkombinacji, a 17 grudnia 2007 roku w Alta Badia, 12 stycznia 2008 roku w Wengen, 20 stycznia 2008 roku w Kitzbühel, 16 listopada 2008 roku w Levi, 6 stycznia 2009 roku w Zagrzebiu, 14 listopada 2009 roku w Levi, 23 stycznia 2011 roku w Kitzbühel oraz 25 stycznia 2011 roku w Schladming zwyciężał w slalomach. Najlepsze wyniki osiągał w sezonie 2008/2009, kiedy zajął piąte miejsce w klasyfikacji generalnej, a w klasyfikacji slalomu wywalczył Małą Kryształową Kulę. Wśród slalomistów był ponadto drugi w sezonach 2007/2008 i 2010/2011, plasując się odpowiednio za Włochem Manfredem Mölggiem i Chorwatem Ivicą Kosteliciem.
Pierwszy medal na międzynarodowej imprezie wywalczył w 2007 roku, zajmując trzecie miejsce w slalomie na mistrzostwach świata w Åre. W zawodach tych wyprzedzili go jedynie Austriak Mario Matt oraz Manfred Mölgg. Cztery lata później, podczas mistrzostw świata w Garmisch-Partenkirchen zdobył złoty medal w tej samej konkurencji. Prowadził już po pierwszym przejeździe, z przewagą 0,22 sekundy na Mölggiem. W drugim przejeździe uzyskał dopiero dziesiąty wynik, wystarczyło to jednak do zwycięstwa. Ostatecznie wyprzedził na podium Szweda Jensa Byggmarka o 0,43 sekundy. Tytułu nie obronił na mistrzostwach świata w Schladming w 2013 roku, zajmując dwunaste miejsce. Zwyciężył jednak ponownie podczas mistrzostw świata w Vail/Beaver Creek dwa lata później, wyprzedzając bezpośrednio dwóch Niemców: Fritza Dopfera i Felixa Neureuthera. W 2006 roku wystartował na igrzyskach olimpijskich w Turynie, zajmując trzynaste miejsce w kombinacji i nie kończąc rywalizacji w slalomie. Brał także udział w igrzyskach w Soczi w 2014 roku, gdzie był piąty po pierwszym przejeździe. Nie ukończył jednak drugiego przejazdu i w efekcie nie był klasyfikowany.
W marcu 2021 r. ogłosił zakończenie kariery.

## Osiągnięcia

### Igrzyska olimpijskie
| Miejsce | Dzień     | Rok  | Miejscowość | Konkurencja | Czas biegu | Strata | Zwycięzca      |
| ------- | --------- | ---- | ----------- | ----------- | ---------- | ------ | -------------- |
| 13.     | 14 lutego | 2006 | Turyn       | Kombinacja  | 3:09,35    | +3,16  | Ted Ligety     |
| DNF2    | 25 lutego | 2006 | Turyn       | Slalom      | 1:43,14    | –      | Benjamin Raich |
| DNF2    | 22 lutego | 2014 | Soczi       | Slalom      | 1:41,84    | –      | Mario Matt     |
| DNF1    | 22 lutego | 2018 | Pjongczang  | Slalom      | 1:38,99    | –      | André Myhrer   |

### Mistrzostwa świata
| Miejsce | Dzień     | Rok  | Miejscowość       | Konkurencja     | Czas biegu | Strata | Zwycięzca              |
| ------- | --------- | ---- | ----------------- | --------------- | ---------- | ------ | ---------------------- |
| 14.     | 8 lutego  | 2007 | Åre               | Superkombinacja | 2:28,99    | +1,59  | Daniel Albrecht        |
| 3.      | 17 lutego | 2007 | Åre               | Slalom          | 1:57,33    | +2,21  | Mario Matt             |
| DNF2    | 9 lutego  | 2009 | Val d’Isère       | Superkombinacja | 2:23,00    | –      | Aksel Lund Svindal     |
| 7.      | 13 lutego | 2009 | Val d’Isère       | Gigant          | 2:18,82    | +1,75  | Carlo Janka            |
| DNF2    | 15 lutego | 2009 | Val d’Isère       | Slalom          | 1:44,17    | –      | Manfred Pranger        |
| 1.      | 20 lutego | 2011 | Ga-Pa             | Slalom          | 1:41,72    | –      | –                      |
| 12.     | 17 lutego | 2013 | Schladming        | Slalom          | 1:51,03    | +2,43  | Marcel Hirscher        |
| 1.      | 15 lutego | 2015 | Vail/Beaver Creek | Slalom          | 1:57,47    | –      | –                      |
| 23.     | 19 lutego | 2017 | Sankt Moritz      | Slalom          | 1:34,75    | +3,05  | Marcel Hirscher        |
| DNF1    | 21 lutego | 2021 | Cortina d’Ampezzo | Slalom          | 1:46,48    | -      | Sebastian Foss Solevåg |

### Mistrzostwa świata juniorów
| Miejsce | Dzień     | Rok  | Miejscowość  | Konkurencja | Czas biegu | Strata | Zwycięzca        |
| ------- | --------- | ---- | ------------ | ----------- | ---------- | ------ | ---------------- |
| 31.     | 4 marca   | 2003 | Briançonnais | Zjazd       | 1:09,49    | +1,92  | Daniel Albrecht  |
| 33.     | 5 marca   | 2003 | Briançonnais | Supergigant | 1:17,10    | +4,94  | François Bourque |
| 18.     | 7 marca   | 2003 | Briançonnais | Gigant      | 2:02,72    | +5,42  | Mario Scheiber   |
| 11.     | 8 marca   | 2003 | Briançonnais | Kombinacja  | 2,01 pkt   | ?      | Daniel Albrecht  |
| 46.     | 10 lutego | 2004 | Maribor      | Zjazd       | 1:09,61    | +2,26  | Romed Baumann    |
| 24.     | 13 lutego | 2004 | Maribor      | Gigant      | 2:17,40    | +3,04  | Jeffrey Harrison |
| DNF2    | 14 lutego | 2004 | Maribor      | Slalom      | 1:33,33    | –      | Raphael Fässler  |

### Puchar Świata

#### Miejsca w klasyfikacji generalnej
- sezon 2005/2006: 76.
- sezon 2006/2007: 29.
- sezon 2007/2008: 8.
- sezon 2008/2009: 5.
- sezon 2009/2010: 56.
- sezon 2010/2011: 16.
- sezon 2011/2012: 34.
- sezon 2012/2013: 69.
- sezon 2013/2014: 32.
- sezon 2014/2015: 42.
- sezon 2015/2016: 61.
- sezon 2016/2017: 60.
- sezon 2017/2018: 53.
- sezon 2018/2019: 63.
- sezon 2019/2020: 73.
- sezon 2020/2021: 59.

#### Zwycięstwa w zawodach
1. Alta Badia – 17 grudnia 2007 (slalom)
2. Wengen – 11 stycznia 2008 (superkombinacja)
3. Wengen – 12 stycznia 2008 (slalom)
4. Kitzbühel – 20 stycznia 2008 (slalom)
5. Levi – 16 listopada 2008 (slalom)
6. Zagrzeb – 6 stycznia 2009 (slalom)
7. Levi – 14 listopada 2010 (slalom)
8. Kitzbühel – 23 stycznia 2011 (slalom)
9. Schladming – 25 stycznia 2011 (slalom)

#### Pozostałe miejsca na podium w zawodach
1. Beaver Creek – 29 listopada 2007 (superkombinacja) – 2. miejsce
2. Schladming – 22 stycznia 2008 (slalom) – 2. miejsce
3. Val d’Isère – 12 grudnia 2008 (superkombinacja) – 2. miejsce
4. Alta Badia – 22 grudnia 2008 (slalom) – 2. miejsce
5. Kitzbühel – 25 stycznia 2009 (slalom) – 2. miejsce
6. Åre – 14 marca 2009 (slalom) – 3. miejsce
7. Levi – 15 listopada 2009 (slalom) – 3. miejsce
8. Wengen – 16 stycznia 2011 (slalom) – 3. miejsce
9. Bansko – 27 lutego 2011 (slalom) – 3. miejsce

- W sumie (9 zwycięstw, 5 drugich i 4 trzecie miejsca)